# Chloran sodu
Chloran sodu, nazwa Stocka: chloran(V) sodu, NaClO
3 – nieorganiczny związek chemiczny, sól sodowa kwasu chlorowego. Biały, krystaliczny proszek, łatwo rozpuszczalny w wodzie, higroskopijny. Powyżej temperatury 250 °C rozkłada się z wytworzeniem tlenu i chlorku sodu.

## Zastosowanie
Chloran sodu jest używany do wybielania papieru, służy także do otrzymywania ditlenku chloru. Jest też stosowany jako herbicyd  oraz jako generator tlenu na pokładach okrętów podwodnych.

## Toksyczność u ludzi
Chloran sodu po połknięciu szybko przedostaje się do krwiobiegu, gdzie nieodwracalnie utlenia hemoglobinę w krwi do methemoglobiny, powodując stan zwany methemoglobinemią, w ciężkich przypadkach prowadząc do zgonu.